# 羅伯·伍道爾
羅伯·伍道爾（英語：Rob Woodall；1970年2月11日—）是美国的一位政治人物。自2011年至2021年間，他是喬治亞州第七國會選區選出的聯邦眾議員。他的黨籍是共和黨。他的前任議員是約翰·林德，伍道爾在1994年至2010年期間為林德工作。